# Ernst Friedrich Schumacher
Ernst Friedrich "Fritz" Schumacher (16 de agosto de 1911 - 4 de septiembre de 1977) fue un intelectual y economista que tuvo una influencia a nivel internacional con un trasfondo profesional como estadístico y economista en Inglaterra. 
Trabajó como Chief Economic Advisor para la National Coal Board de Gran Bretaña durante dos décadas. 
Sus ideas se volvieron bien conocidas en la mayor parte del mundo angloparlante durante la década de los setenta. También fue reconocido por sus críticas a los sistemas económicos de Occidente y por su propuesta de una tecnología descentralizada.

## Vida
Schumacher nació en Bonn, Alemania en 1911. Su padre era un profesor de economía política. El joven Schumacher estudió en Bonn y en Berlín. Luego partió a Inglaterra como estudiante de “Rhodes Scholar” en “Oxford”, en la década de los 30. A continuación se inscribió en la Universidad de Columbia, Nueva York, logrando un diploma en economía. Se convirtió en economista, pero se dedicó al estudio de varias disciplinas en lo que hoy se denominaría estudios interdisciplinares. 
En 1966, fundó el “Intermediate Technology Development Group” (Grupo de desarrollo de tecnología intermedia), conocido ahora como Practical Action, organismo internacional que cuenta en la actualidad con oficinas en América Latina, África y Asia. En 1971 se convirtió al catolicismo.
Schumacher fue un conocido amigo del profesor Mansur Hoda.

## Economista

### Protegido de Keynes
Schumacher regresó a Inglaterra antes de la Segunda Guerra Mundial, ya que no tenía intención de vivir bajo el nazismo. Durante un período durante la Guerra, fue internado en una granja inglesa aislada como un "extranjero enemigo". En estos años, Schumacher captó la atención de John Maynard Keynes con un artículo titulado "Aclaración multilateral" que había escrito entre sesiones de trabajo en los campos del campo de internamiento. Keynes reconoció la comprensión y las habilidades del joven alemán, y pudo liberar a Schumacher de su internamiento. Schumacher ayudó al gobierno británico a movilizarse económica y financieramente durante la Segunda Guerra Mundial, y Keynes encontró un puesto para él en la Universidad de Oxford.
Según el obituario de Leopold Kohr sobre Schumacher, cuando se publicó "Multilateral Clearing" en la primavera de 1943 en Economica, causó cierta vergüenza a Keynes que, en lugar de organizar su publicación por separado, había incorporado el texto casi textualmente en su famoso: "Plan para una Unión de Compensación Internacional", que el gobierno británico emitió como Libro Blanco unas semanas más tarde".

### Asesor de la Junta del Carbón
Después de la Guerra, Schumacher trabajó como asesor económico de la Comisión de Control Británica, y más tarde como estadístico jefe de la Comisión de Control Británica, que se encargó de reconstruir la economía alemana. De 1950 a 1970 fue Asesor Económico Principal de la Junta Nacional del Carbón, una de las organizaciones más grandes del mundo, con 800.000 empleados. En esta posición, argumentó que el carbón, no el petróleo, debería usarse para satisfacer las necesidades energéticas de la población mundial. Vio el petróleo como un recurso limitado, temiendo su agotamiento y, finalmente, su precio prohibitivo, y vio con alarma la realidad de que "las reservas más ricas y baratas se encuentran en algunos de los países más inestables del mundo".
Su posición en la Junta del Carbón fue mencionada más tarde por aquellos que presentaron a Schumacher o sus ideas. En general, se cree que su planificación clarividente contribuyó a la recuperación económica de Gran Bretaña de la posguerra. Schumacher predijo el surgimiento de la OPEP y muchos de los problemas de la energía nuclear.

### Pensar más allá
En 1955, Schumacher viajó a Birmania como consultor económico. Mientras estuvo allí, desarrolló el conjunto de principios que llamó "economía budista", basados en la creencia de que las personas necesitan un buen trabajo para el desarrollo humano adecuado. También proclamó que "la producción de recursos locales para las necesidades locales es la forma más racional de vida económica". Viajó por muchos países del Tercer Mundo, alentando a los gobiernos locales a crear economías autosuficientes. La experiencia de Schumacher lo llevó a convertirse en un pionero de lo que ahora se llama tecnología apropiada: tecnología amigable y ecológicamente adecuada, aplicable a la escala de la comunidad; un concepto muy cercano a la convivencia de Ivan Illich. Fundó el Grupo de Desarrollo de Tecnología Intermedio (ahora Acción Práctica) en 1966. Sus teorías del desarrollo se han resumido para muchos en frases como "tamaño intermedio" y "tecnología intermedia". Fue fideicomisario de Scott Bader Commonwealth y en 1970 fue presidente de la Soil Association.
E. F. Schumacher estuvo muy influenciado por los conceptos de Mahatma Gandhi y J. C. Kumarappa de "Economía de permanencia" y tecnología apropiada. Mientras impartía la Conferencia Conmemorativa de Gandhi en el Instituto Gandhiano de Estudios en Varanasi (India) en 1973, Schumacher describió a Gandhi como el mayor "economista popular" cuyo pensamiento económico era compatible con la espiritualidad y no con el materialismo.

## Obra
De acuerdo al Suplemento Literario de The Times, su libro de 1973 Lo pequeño es hermoso (en inglés: “Small Is Beautiful”) está entre los 100 libros más influyentes publicados desde la Segunda Guerra Mundial. El libro fue rápidamente traducido a varios idiomas y trajo a Schumacher fama internacional, tras la cual fue invitado a muchas conferencias internacionales y a universidades para dar charlas y responder consultas. 
Otro notable trabajo de Schumacher es Guía para perplejos (en inglés: A Guide For The Perplexed), una crítica al materialismo cientificista y una exploración de la naturaleza y la organización del conocimiento.
Obra selecta
- Small Is Beautiful: A Study of Economics As If People Mattered (1973)
- A Guide for the Perplexed (1977)
- This I Believe and Other Essays (1977)
- Good Work (1979)

## Edición en castellano
- Esto es lo que creo. Y otros ensayos. Colección Profetas. Traducción Francisco Javier Martínez F., Gloria Salido Muñoz. Editorial Nuevo Inicio. 2022. ISBN 978-84-124703-9-0.
- Una guía para los perplejos. Cartoné, 224 páginas, colección Memoria mundi, traducción Guillermo Saiz-Calleja, prólogo Jordi Pigem. Villaür: Ediciones Atalanta. 2019. ISBN 978-84-949054-6-9.
- Lo pequeño es hermoso. Akal. 2011. ISBN 978-84-460-3217-5.
- Lo pequeño es hermoso. Tursen S.A. & H. Blume. 2001. ISBN 978-84-89840-27-0.
- Guía para perplejos. Traducción Guillermo Saiz-Calleja. Debate. 1986. ISBN 978-84-7444-054-6.
- El buen trabajo. Traducción Fernando Villaverde Landa. Debate. 1980. ISBN 9788474440300.